# Ale e Franz
Ale e Franz è un duo comico italiano composto da Alessandro Besentini (Rho, 11 maggio 1971) e Francesco Villa (Milano, 29 gennaio 1967), formatosi nel 1994 e giunto alla ribalta negli anni 2000 con la partecipazione al programma televisivo Zelig; da allora hanno preso parte a vari show TV di successo, oltre a recitare in film e spettacoli teatrali.

## Biografia
Besentini e Villa si incontrano nel 1992 al CTA (Centro Teatro Attivo) di Milano, dove frequentavano i corsi e i laboratori di formazione professionale, in vista di una carriera nel mondo artistico; il duo "Ale e Franz" si forma ufficialmente nel 1994. La loro comicità, tra lo stralunato e il surreale, va dalla maschera alla clownerie, dal comico al tragico; nel 2001 hanno vinto il Premio "Satira politica" di Forte dei Marmi. Nel 2014 hanno accompagnato il cantante Enrico Ruggeri nel tour C'era un tedesco, un francese e un italiano, in cui Ale ha suonato la chitarra acustica e Franz la tastiera.
È solo dal 1995 che il duo assume la denominazione di "Ale e Franz", debuttando nello spettacolo Dalla A alla Z. Da allora è stato per loro un susseguirsi di successi, con partecipazioni a numerosi spettacoli televisivi fra cui, oltre a Zelig, Seven Show, Pippo Chennedy Show, Mai dire Gol e Convenscion. Nel 2007 sono protagonisti del loro primo programma da protagonisti, Buona la prima! su Italia 1, dove recitano a soggetto su suggerimenti estemporanei dei vari ospiti. Tra il 2010 e il 2011 propongono due programmi basati su sketch brevi e sull'improvvisazione: Ale e Franz Sketch Show e A&F - Ale e Franz Show. Nel 2012 partecipano al film per la televisione Area Paradiso con la regia di Diego Abatantuono.
Per il cinema, Ale e Franz sono apparsi tra gli altri in La grande prugna, Tutti gli uomini del deficiente, Soap opera e Un fidanzato per mia moglie, oltre a essere stati protagonisti dei film La terza stella e Mi fido di te; inoltre hanno doppiato rispettivamente Alex e Marty nella serie di film Madagascar. Hanno pubblicato i libri E Larry? È morto, È tanto che aspetti? e Ale e Franz live.
L'asteroide 15379 Alefranz, scoperto il 29 agosto 1997, è stato battezzato così in loro onore su proposta di uno dei due scopritori, Paolo Chiavenna, astronomo amico di lunga data dei due comici.

## Filmografia

### Ale e Franz
- La grande prugna, regia di Claudio Malaponti (1999)
- Tutti gli uomini del deficiente, regia di Paolo Costella (1999)
- Bibo per sempre, regia di Enrico Coletti (2000)
- La terza stella, regia di Alberto Ferrari (2005)
- Belli dentro – serie TV, episodio 2x10 (2006)
- Mi fido di te, regia di Massimo Venier (2007)
- Capitan Basilico, regia di Massimo Morini (2008)
- Il peggior Natale della mia vita, regia di Alessandro Genovesi (2012)
- Area Paradiso, regia di Diego Abatantuono e Armando Trivellini – film TV (2012)
- Un boss in salotto, regia di Luca Miniero (2014)
- Un fidanzato per mia moglie, regia di Davide Marengo (2014)
- Soap opera, regia di Alessandro Genovesi (2014)
- Comedians, regia di Gabriele Salvatores (2021)
- Il ritorno di Casanova, regia di Gabriele Salvatores (2023)
- Zamora, regia di Neri Marcorè (2023)

### Alessandro Besentini
- Aspirante vedovo, regia di Massimo Venier (2013)
- Tutti a bordo, regia di Luca Miniero (2022)

### Francesco Villa
- L'invisibile filo rosso, regia di Alessandro Bencivenga (2025)

## Teatro
- Dalla A alla Z, regia di Paola Galassi (1997)
- Due e venti, regia di Alessandro Besentini e Francesco Villa (2001-2002)
- È tanto che aspetti?, regia di Alessandro Besentini e Francesco Villa (2003)
- Ale e Franz tour (2005)
- Aria precaria (2009-2012) - lo spettacolo è stato anche trasmesso nel programma One man show
- Folle amore, a cura di Renato Sarti e Marco Di Stefano (2009)[1]
- Tanti Lati/Latitanti (2016)
- Nel nostro piccolo (2017-in corso)
- Nati sotto contraria stella, regia di Leo Muscato (2019)[2]
- Comincium (2021-2024)
- Il nuovo spettacolo di Natale (2024-2025)

## Programmi televisivi
- Seven Show (1996)
- Zelig (1996-2016)
- Pippo Chennedy Show (1997)
- Mai dire Gol (1997-1999)
- Convenscion (1999)
- Gin e Fizz presentano i noir (2002)
- Buona la prima! (2007-2017)
- Ale e Franz Sketch Show (2010)
- A&F - Ale e Franz Show (2011)
- Che tempo che fa (2013-2022)
- Quelli che il calcio (2015-2017)
- Improvviserai (2019-2020)
- Che tempo che farà (2019-2020)
- Fuori tema (2021)
- Ale & Franz & Friends for Ucraina (2022)
- Corso Sempione 27 (2022)
- Raiduo con Ale e Franz (2023-2024)
- Only Fun – Comico Show (2025)

## Pubblicità
- Hewlett-Packard (1999)
- Locatelli (2001-2003)
- ING Direct (2007-2010)
- SuperEnalotto (2011)
- Windows 8 (2012)
- Motta (2014-2015)
- Poltronesofà (2016)
- PerDormire (2016-2017), con Alena Šeredová e Cristina Chiaffoni
- Festival Internazionale del Cinema Nuovo (2018)[3]

## Videoclip
- Diverso dagli altri - Enrico Ruggeri (2013)
- Desolato - Enzo Jannacci, J-Ax, Paolo Jannacci (2014)
- In un paese normale - Enrico Ruggeri (2014)

## Doppiaggio
- Madagascar
- Madagascar 2 (Madagascar: Escape 2 Africa)
- Madagascar 3 - Ricercati in Europa (Madagascar 3: Europe's Most Wanted)

## Opere
- Ale e Franz, E Larry? È morto!, Milano, Mondadori, 2001.
- Ale e Franz, È tanto che aspetti?, Milano, Mondadori, 2002.
- Ale e Franz, Ale e Franz Live, Milano, Mondadori, 2010.